# Maysville (Kentucky)
Maysville is een plaats (city) in de Amerikaanse staat Kentucky, en valt bestuurlijk gezien onder Mason County.

## Demografie
Bij de volkstelling in 2000 werd het aantal inwoners vastgesteld op 8993.
In 2006 is het aantal inwoners door het United States Census Bureau geschat op 9179, een stijging van 186 (2.1%).

## Geografie
Volgens het United States Census Bureau beslaat de plaats een oppervlakte van
57,7 km², waarvan 51,6 km² land en 6,1 km² water.

## Geboren
- Rosemary Clooney (1928-2002), zangeres

## Plaatsen in de nabije omgeving
De onderstaande figuur toont nabijgelegen plaatsen in een straal van 20 km rond Maysville.